# Luiz Ruffato
Luiz Fernando Ruffato de Souza (Cataguases, Brasil, 4 de febrero de 1961) es un escritor brasileño.
Ruffato proviene de una familia de inmigrantes italianos y fue el primero de ellos en realizar estudios universitarios. Originalmente formado como representante de ventas, trabajaba como mecánico durante el día y estudiaba periodismo durante la noche en la “Universidade Federal de Juiz de Fora”.

## Lista de obras

### Primeras ediciones en Brasil
Cuentos
- Historias de Remorsos e Rancores – São Paulo: Boitempo, 1998.
- (os sobreviventes) – São Paulo: Boitempo, 2000.

Novelas
- Eles eram muitos cavalos – São Paulo: Boitempo, 2001.
- Mamma, son tanto felice (Inferno Provisório: Volume I). Río de Janeiro: Récord, 2005.
- O mundo inimigo (Inferno Provisório: Volume II). Río de Janeiro: Récord, 2005.
- Vista parcial da noite (Inferno Provisório: Volume III). Río de Janeiro: Récord, 2006.
- De mim já nem se lembra. São Paulo: Moderna, 2007.
- O livro das impossibilidades (Inferno Provisório: Volume IV). Río de Janeiro: Récord, 2008.
- Estive em Lisboa e lembrei de você. São Paulo: Cia das Letras, 2009.
- Domingos sem Deus (Inferno Provisório: Volume V). Río de Janeiro: Récord, 2011.

Poesía
- As máscaras singulares – São Paulo: Boitempo, 2002 (poemas)
- Paráguas verdes – São Paulo: Ateliê Acaia, 2011.

Ensayos
- Os ases de Cataguases (uma história dos primórdios do Modernismo) – Cataguases: Fundação Francisca de Souza Peixoto, 2002.

Colecciones
- Leituras de Escritor. Coleção Comboio de Corda – São Paulo: Edições SM, 2008.
- Sabe com quem está falando? contos sobre corrupção e poder – Rio de Janeiro: Língua Geral, 2012.
- Questão de Pele – Rio de Janeiro: Língua Geral (2009)
- RUFFATO, Luiz & RUFFATO, Simone (orgs.). Fora da ordem e do progresso – São Paulo: Geração Editorial, 2004.
- Emediato, Luiz Fernando. Trevas no paraíso: histórias de amor e guerra nos anos de chumbo –  São Paulo: Geração Editorial, 2004.
- 25 mulheres que estão fazendo a nova Literatura Brasileira –  Rio de Janeiro: Record, 2005.
- Mais 30 mulheres que estão fazendo a nova Literatura Brasileira – Rio de Janeiro: Record, 2005.
- Tarja preta – Rio de Janeiro: Objetiva, 2005.
- Quando fui outro – Rio de Janeiro: Objetiva, 2006.
- Francisco Inácio Peixoto em Prosa e Poesia – Cataguases, Instituto Francisca de Souza Peixoto, 2008.
- Contos antológicos de Roniwalter Jatobá – São Paulo: Nova Alexandria, 2009.
- Mário de Andrade: seus contos preferidos – Rio de Janeiro: Tinta Negra, 2011.
- A alegría é a prova dos nove – São Paulo: Globo, 2011.

Obras en antologías
- Olívia. In: Marginais do Pomba – Cataguases, Fundação Cultural Francisco Inácio Peixoto, 1985, p. 69-73.
- O profundo silêncio das manhãs de domingo. In: Novos contistas mineiros – Porto Alegre, Mercado Aberto, 1988, p. 83-85.
- Lembranças. In: 21 contos pelo telefone – São Paulo, DBA, 2001, p. 73-75.
- O ataque. In: OLIVEIRA, Nelson de (org.). Geração 90: manuscritos de computador – São Paulo: Boitempo Editorial, 2001, p. 223-238.
- Depoimento. In: MARGATO, Isabel e GOMES, Renato Cordeiro (org.). Espécies de espaço: territorialidades, literatura, mídia – Belo Horizonte: Editora UFMG, 2008.
- O prefeito não gosta que lhe olhem nos olhos. In: PENTEADO, Rodrigo (org.). Corrupção – 18 contos. Transparência Brasil/Ateliê, 2002, p. 71-73.
- André (a.C.). In: DENSER, Márcia (org.). Os apóstolos – doze revelações – São Paulo: Nova Alexandria, 2002, p. 24-35.
- Vertigem. In: GARCIA-ROZA, Lívia (org.). Ficções fraternas – Rio de Janeiro: Record, 2003, p. 71-87.
- Paisagem sem história. In: FREIRE, Marcelino; OLIVEIRA, Nelson de (orgs.). PS: SP – São Paulo, Ateliê, 2003, p. 58-63.
- Assim. In: FREIRE, Marcelino (org.). Os cem menores contos brasileiros do século – São Paulo, Ateliê, 2004, p. 52.
- Paisagem sem história. In: Geração Linguagem – São Paulo, Sesc-SP/Lazuli, 2004, p. 67-74.
- Kate (Irinéia). Inspiração – São Paulo, F.S Editor, 2004, p. 111-113.
- O profundo silêncio das manhãs de domingo. In: RESENDE, Beatriz (org.). A literatura latino-americana do século XXI – Rio de Janeiro, Aeroplano, 2005, p. 56-66.
- Sem remédio. In: Tarja preta – Rio de Janeiro, Objetiva, 2005, p. 65-77.
- Cicatrizes (uma história de futebol). In: COELHO, Eduardo (org.). Donos da bola – Rio de Janeiro, Língua Geral, 2006, p. 86-96.
- Mirim. In: LAJOLO, Marisa (org.). Histórias de quadros e leitores – São Paulo, Moderna, 2006, p. 75-81.
- Trens. In: MORAES, Angélica (org.). O trem – crônicas e contos em torno da obra de Thomaz Ianelli – São Paulo, Metalivros, 2006, p. 57-63.
- O repositor. In: GONÇALVES, Magaly Trindade; AQUINO, Zélia Thomas; BELLODI, Zina C. (orgs.). Antologia comentada de literatura brasileira – poesia e prosa –  Petrópolis, Vozes, 2007, p. 533-534.
- Ciranda. In: OLIVEIRA, Nelson de (org.). Cenas da favela – as melhores histórias da periferia brasileira – Rio de Janeiro, Geração Editorial, 2007, p. 118-130.
- Paisagem sem história. In: MOREIRA, Moacyr Godoy (org.). Contos de agora – audiobook – São Paulo: Livro Falante, 2007.
- COELHO, Eduardo e DEBELLIAN, Marcio (orgs.). Liberdade até agora – São Paulo: Móbile, 2011.

### Traducciones
Español
- Ellos eran muchos caballos [Eles eram muitos cavalos]. Tradução Mario Camara. Buenos Aires: Eterna Cadencia, 2010.
- Estuve en Lisboa y me acordé de ti. [Estive em Lisboa e lembrei de você]. Tradução Mario Camara. Buenos Aires: Eterna Cadencia, 2011.
- Mamma, son tanto Felice. Tradução María Cristina Hernández Escobar. Cidade do México: Elephas, 2011.
- El mundo enemigo [O mundo inimigo]. Tradução María Cristina Hernández Escobar. Cidade do México: Elephas, 2012.
- Ellos eran muchos caballos [Eles eram muitos cavalos]. Tradução Mario Camara. Bogotá: Rey + Naranjo, 2012.
- Vista parcial de la noche [Vista parcial da norte]. Tradução María Cristina Hernández Escobar. Cidade do México: Elephas, 2014.
- El libro de las imposibilidades [O livro das impossibilidades]. Tradução Paula Abramo. Cidade do México: Elephas, 2015.
- Domingos sin Dios [Domingos sem Deus]. Tradução Paula Abramo. Cidade do México: Elephas, 2016.
- De mí ya ni te acuerdas [De mim já nem se lembra]. Tradução Paula Abramo. Guadalajara: Pollo Blanco, 2018.
- Lo que nos une. Tradução Paula Abramo, Pablo Cardellino, Ezequiel Zaidenwerg. Cidade do México: Brigada para Leer en Libertad, 2019.

Alemán
- Es waren viele Pferde [Eles eram muitos cavalos]. Tradução Michael Kegler. Berlim: Assoziation A, 2012.
- Mama, es geht mir gut [Mama, son tanto felice]. Tradução Michael Kegler. Berlim: Assoziation A, 2013.
- Feindliche Welt [Mundo inimigo]. Tradução Michael Kegler. Berlim: Assoziation A, 2014.
- Ich war in Lissabon und dachte an dich [Estive em Lisboa e lembrei de você]. Tradução Michael Kegler. Berlim: Assoziation A, 2015.
- Teilansicht der Nacht [Vista parcial da noite]. Tradução Michael Kegler. Berlim: Assoziation A, 2017.
- Das Buch der Unmöglichkeiten [O livro das impossibilidades]. Tradução Michael Kegler. Berlim: Assoziation A, 2019.
- Sonntage ohne Gott [Domingos sem Deus]. Tradução Michael Kegler. Berlim: Assoziation A, 2021.

Francés
- Tant et tant de chevaux [Eles eram muitos cavalos]. Tradução Jacques Thiériot. Paris: Éditions Métailié, 2005.
- Des gens heureux [Mamma, son tanto felice]. Tradução Jacques Thiériot. Paris: Éditions Métailié, 2007.
- Le monde ennemi [O mundo inimigo]. Tradução Jacques Thiériot. Paris: Éditions Métailié, 2010.

Italiano
- Come tanti cavalli [Eles eram muitos cavalos]. Tradução Patrizia di Malta. Milão: Bevivino Editore, 2003.
- Sono stato a Lisbona e ho pensato a te [Estive em Lisboa e lembrei de você]. Tradução Gian Luigi de Rosa. Roma: La Nuova Frontiera: 2011.

Publicadas en Portugal
- Eles eram muitos cavalos. Espinho: Quadrante Edições, 2006.
- Estive em Lisboa e lembrei-me de ti [Estive em Lisboa e lembrei de você]. Lisboa: Quetzal Edições, 2010.
- De mim já nem se lembra. Lisboa: Tinta da China, 2012.

Obras en antologías fuera de Brasil
- A mancha. In: MÃE, Valter Hugo et allí (orgs.). Putas: novo conto português e brasileiro. Porto: Quasi, 2002, p. 149-161.
- L’ultima volta. In: Scrittori brasiliani. A cura di Giovanni Ricciardi. Trad. Jéssica Falconi. Napoli, Túlio Pironti, 2003, p. 611-612 (651–643).
- La demolición; la solución. In: NÁPOLI, Cristian de (org.). Terriblemente felices – nueva narrativa brasileña.. Buenos Aires, Emecê, 2007, p. 127-146.
- II profondo silenzio della domenica mattina. In: Il Brasile per le strade. A cura di Silvia Marianecci. Roma, Azimut, 2009, p. 61-74.
- Estação das águas. In: OLIVEIRA, Celina de; MATEUS, Victor Oliveira (orgs.). Um rio de contos – antologia luso-brasileira. Dafundo, Tágide, 2009, p. 152-155.
- Taxi. In: Brazil – a traveler'sem literary companion. Edited by Alexis Levitin. *Translated by Alison Entrekin. Berkeley, Wheresabout, 2010, p. 87-94.
- MARIANECCI, Silvia (org.). Latino americana: II Brasile per Le Strade. Itália: Azimut, 2009.

Cuentos publicados en revistas y diarios extranjeros.
- The mark (A mancha). Brasil/Brazil, n. 24, ano 13, 2000. Translated by Marguerite Harrison, p. 77-86.
- Gua!. Grumo, n. 3, jul. 2004. Buenos Aires/Rio de Janeiro, p. 100-101.
- La démolition (A demolição). MEET, n. 9, nov. 2005, Maison des Écrivains Étrangers et des Tracduteurs de Saint Nazaire (France). Traduite de portugais (Brésil): Sébastien Roy. p. 51-57.
- La solution (A solução). Riveneuve – Continents, n. 2, printemps 2005, Marseille (France). Traduit de portugais (Brésil) par Luciana Uchôa, p. 245-252.
- A demolição. Maldoror – revista de la ciudad de Montevideo, n. 24, mayo de 2006, p. 156-159.
- Haveres. Correntes d’Escritas, n. 6, fev. 2007, Póvoa do Varzim (Portugal), p. 27-30.
- Sorte teve a Sandra. Egoísta, n. 33, dez. 2007, Estoril (Portugal), p. 53-55.
- Ecos. Egoísta, n. 34, mar. 2008, Estoril (Portugal), p. 50.
- A cidade dorme. Sítio, n. 4, abr. 2008, Torres Vedras (Portugal), p. 5.
- Ellos eran muchos caballos (fragmentos). Quimera, n. 312, nov. 2009, Barcelona (Espanha), p. 54-57.

## Premios y reconocimientos
- 2001 Prêmio APCA de Melhor Romance – eles eram muitos cavalos[1]
- 2001 Menção Especial no Premio Casa de las Américas
- 2001 Premio Machado de Assis de Narrativa da Fundação Biblioteca Nacional
- 2005 Seleccionado para Bolsa Vitae[2]
- 2005 Prêmio APCA de Melhor Ficção – Mamma, son tanto Felice e O mundo inimigo
- 2006 Finalista do Prêmio Portugal Telecom[3]
- 2007 Finalista Prêmio Zaffari Bourbon de Literatura
- 2007 Finalista Prêmio Jabuti
- 2010 Prêmio São Paulo de Literatura — Finalista en la categoría de mejor libro del año por Estive em Lisboa e Lembrei de Você[4]
- 2012 Prêmio São Paulo de Literatura — Finalista en la categoría de mejor libro del año por Domingos sem Deus[5]
- 2013 Premio Casa de las Américas – Domingos Sem Deus.[6]